# Валя-Маре (Бербешть, Вилча)
Валя-Маре (рум. Valea Mare) — село у повіті Вилча в Румунії. Адміністративно підпорядковане місту Бербешть.
Село розташоване на відстані 185 км на захід від Бухареста, 39 км на захід від Римніку-Вилчі, 76 км на північ від Крайови.

## Населення
За даними перепису населення 2002 року у селі проживали 352 особи, усі — румуни. Усі жителі села рідною мовою назвали румунську.